# Single Best
《Single Best》是日本歌手柴咲幸的精選輯，於2008年3月12日與其B面精選輯《The Back Best》同時發行。

## 說明
- 與B面精選輯《The Back Best》同時發行。
- 收錄了從出道至今的15張單曲（包括以其他名義發行）的單曲精選。
- 從歌曲的曲順到封面的設計柴咲都有參與。
- 分為初回盤與通常盤發售，各有不同封面。
- 發售當週與《The Back Best》同時佔據了銷售榜冠軍及季軍位置。
- 累積銷量約55萬，為柴咲本人最高銷量的專輯。

## 收錄歌曲

### CD
1. 親親（KISSして）- KOH+名義
第15張單曲，專輯初次收錄。TBS日劇「偵探伽利略」主題曲。
2. 遇見愛（ひと恋めぐり）
第13張單曲，TBS日劇「砂鐘」主題曲。
3. 存在（かたち あるもの）
第6張單曲，專輯初次收錄。TBS日劇「在世界中心呼喊愛」主題曲。
4. 影
第9張單曲，TBS日劇「白夜行」主題曲。
5. Prism（プリズム）
第14張單曲，電影「等待，只為與他相遇」主題曲。
6. at home
第12張單曲，TBS電視台戀愛指標節目「戀愛進行式」主題曲。
7. invitation
第10張單曲，TBS日劇「太陽之歌」主題曲。
8. 失眠的夜 不眠的夢（眠レナイ夜ハ眠ラナイ夢ヲ）
第3張單曲，TBS日劇「笑容的法則」主題曲。
9. glitter
第7張單曲，TBS電視台戀愛指標節目「戀愛進行式」主題曲。
10. 只有回憶太難過（思い出だけではつらすぎる）
第4張單曲，富士日劇「小孤島大醫生」插曲。
11. 幾重天（いくつかの空）
第5張單曲，電影「鬼來電」主題曲。
12. Trust my feelings
出道單曲，專輯初次收錄。
13. 月的點滴（月のしずく）- RUI名義
第2張單曲，電影「黃泉路」主題曲。
14. actuality
第11張單曲，專輯初次收錄。SUNTORY廣告曲。
15. Sweet Mom
第8張單曲，電影「滿溢心中的愛」主題曲。

### 初回限定盤DVD
- 音樂影像集，收錄歌曲與曲順跟CD一樣。

## 銷量統計
| 榜單              | 最高排名 | 銷量           | 在榜時數 |
| ----------------- | -------- | -------------- | -------- |
| Oricon 專輯日榜單 | 1        | 32,353（指數） | 1日      |
| Oricon 專輯周榜單 | 1        | 227,423        | 1周      |
| Oricon 專輯月榜單 | 2        | 341,598        | 2周      |
| Oricon 專輯年榜單 | 18       | 553,343        | 39周     |
| Oricon 專輯銷量   | －       | 557,969        | 45周     |